# Хальванг
Хальванг (нем. Hallwang) — город  в Австрии, в федеральной земле Зальцбург. 
Входит в состав округа Зальцбург.  Население составляет 3798 человек (на 31 декабря 2005 года). Площадь 13,12 км². Официальный код  —  50 316.

## Политическая ситуация
Бургомистр коммуны — Хельмут Мёдльхаммер (АНП) по результатам выборов 2004 года.
Совет представителей коммуны (нем. Gemeinderat) состоит из 21 места.
- АНП занимает 12 мест.
- СДПА занимает 8 мест.
- Зелёные занимают 1 место.